# Alexis Piron
Pour les articles homonymes, voir Piron.
Alexis Piron, né à Dijon le 9 juillet 1689 et mort à Paris le 21 janvier 1773, est un poète, chansonnier, goguettier et dramaturge français.
Sainte-Beuve nous dit que Piron est « la gaîté même…, gai causeur, homme de verve et de mimique ». Il laisse une réputation de folie, de luronnerie, d’enluminure joviale que ses écrits ne soutiennent et ne justifient qu’imparfaitement.

## Biographie
« Les Piron, écrit Sainte-Beuve, étaient une souche de chansonniers, de malins compères et de satiriques. » Alexis fut surtout marqué par son père, Aimé Piron, maître apothicaire de son état, qui fut l’ami et le rival de La Monnoye en matière de noëls bourguignons. Alexis Piron hésita longtemps sur le choix d’une profession. Après une formation au collège de Jésuites des Godrans à Dijon et des études de droit à Besançon, il fut employé brièvement chez le financier Pierre Durey d'Harnoncourt, puis essaya, mais sans succès, le barreau de sa ville natale.
Vers l’âge de vingt ans, il composa son Ode à Priape, dont l’immoralité, qui fut fameuse, annonçait un vrai talent. Priape est un dieu de la mythologie grecque dont l'énorme pénis est toujours en érection et l'ode de Piron ne put que scandaliser les mœurs de l’époque. Ainsi, cette Ode le poursuivit toute sa vie durant : elle lui fut à la fois un titre d’une gloire quelque peu sulfureuse, en même temps qu’un boulet qu’il dut traîner et qui finit par lui fermer les portes de l'Académie française, en dépit de Fontenelle qui disait : « Si Piron a fait la fameuse ode, il faut bien le gronder, mais l’admettre ; s’il ne l’a pas faite, fermons-lui la porte. » Dès que l’ouvrage commença à circuler, Piron fut menacé de poursuites dans sa ville natale de Dijon. Le président Bouhier les arrêta en invitant l’auteur à désavouer sa pièce et en ajoutant : « Si le ministère public insiste, je vous autorise à déclarer que j’en suis l’auteur ; l’affaire en demeurera là. » Le marquis de Sade en fit une parodie qui figure dans Histoire de Juliette.
Piron resta en Bourgogne jusque vers 1719, criblant d’épigrammes les habitants de Dijon et, surtout, ceux de sa rivale, Beaune. Les mots de Piron contre les Beaunois sont innombrables et souvent féroces. Il les baptisait les « ânes de Beaune » et il commit de nombreuses variations sur ce thème. Ainsi, un jour, il coupait des chardons dans la campagne en disant à qui voulait l’entendre : « En guerre avec les Beaunois, je leur coupe les vivres » ; une autre fois, au théâtre de Beaune, alors qu’un spectateur se plaignait de ne rien entendre, il s’exclama : « Ce n’est pourtant pas faute d’assez longues oreilles. »
Vers trente ans, il vint à Paris. « C’était, dit encore Sainte-Beuve, un grand enfant, beau drille de cinq pieds huit pouces, belle mine sans élégance aucune, robuste en tout ; avec cela, myope, ce qui lui donnait un air singulier. » Pour subsister, il entra comme copiste chez le chevalier de Belle-Isle, petit-fils du surintendant Fouquet, qui le payait irrégulièrement. Chez Charlotte Madeleine de Carvoisin d'Achy, marquise de Mimeure, il rencontra Voltaire, avec qui il se brouilla aussitôt, et se lia avec la lectrice de la marquise, Mlle Quenaudon, dite de Bar, qu’il épousa en 1741.
Il commença à percer en écrivant des opéras-comiques. La Comédie-Française avait obtenu de faire appliquer dans toute sa rigueur un arrêt du Conseil de 1718 qui limitait les spectacles de la foire à un seul rôle parlé et, par conséquent, à un monologue. Cette législation absurde menaçait de condamner à la ruine l'Opéra-Comique dont le directeur, Francisque, se désespérait de trouver un auteur capable d’écrire un bon monologue. Piron, qui vivait alors dans la misère, accepta de relever le défi pour 100 écus. Au jour dit pour la livraison de la pièce, il dit à Francisque : « Voici votre pièce et votre argent : si l’ouvrage est bon, vous serez toujours à temps de me payer. S’il est mauvais, jetez-le au feu. », ce qui ne manquait pas d’élégance de la part d’un écrivain famélique. La pièce, Arlequin Deucalion (1722), en trois actes, eut un énorme succès : Piron y a imaginé un Arlequin seul rescapé du Déluge et qui, tout naturellement, soliloque. Dès lors, Piron, seul ou en collaboration avec Alain-René Lesage, produisit jusqu’en 1732 vingt-et-une pièces foraines, souvent des parodies de tragédies ou de grands opéras. Il connut la célébrité, quoique dans un genre mineur et qui ne rapportait que peu d’argent.
Piron survécut grâce à l’aide de quelques protecteurs, Mme de Tencin notamment et surtout le marquis de Livry, premier maître d’hôtel du Roi, maréchal de camp puis lieutenant-général, qui lui fit une pension de mille livres et mit un appartement à sa disposition dans son château, où il écrira La Métromanie. Il assistait aux séances du régiment de la Calotte, qui se réunissait à Livry, et appartenait à la société du Caveau, qu'il créa avec ses amis Gallet, Collé et Panard où on retrouve Crébillon père, Crébillon fils, Rameau, Francois Boucher, Helvetius et quelques autres fidèles.[réf. nécessaire]
Grâce à l’appui de son compatriote Crébillon, selon certaines sources (mais cela semble improbable car, à cette date, il vivait absolument retiré du monde), ou grâce à celui de Mlle Quinault, selon Piron lui-même, il put faire jouer à la Comédie-Française, en 1728, une comédie en cinq actes et en vers qui fut mal accueillie sous le titre Les Fils ingrats et eut, bizarrement, du succès sous celui de L'École des pères. Il se tourna ensuite vers la tragédie avec l’espoir vain de rivaliser avec Voltaire et donna des pièces médiocres : Callisthène (1730) triompha à la Cour mais tomba à la ville ; en revanche, Gustave Wasa obtint un grand succès à la Comédie-Française (1733) ; elle fut suivie par Fernand Cortez (1744). Ces deux dernières pièces annoncent les tentatives du XVIIIe siècle de renouveler le cadre de la tragédie classique, sans pour autant y introduire véritablement d’éléments de pittoresque.

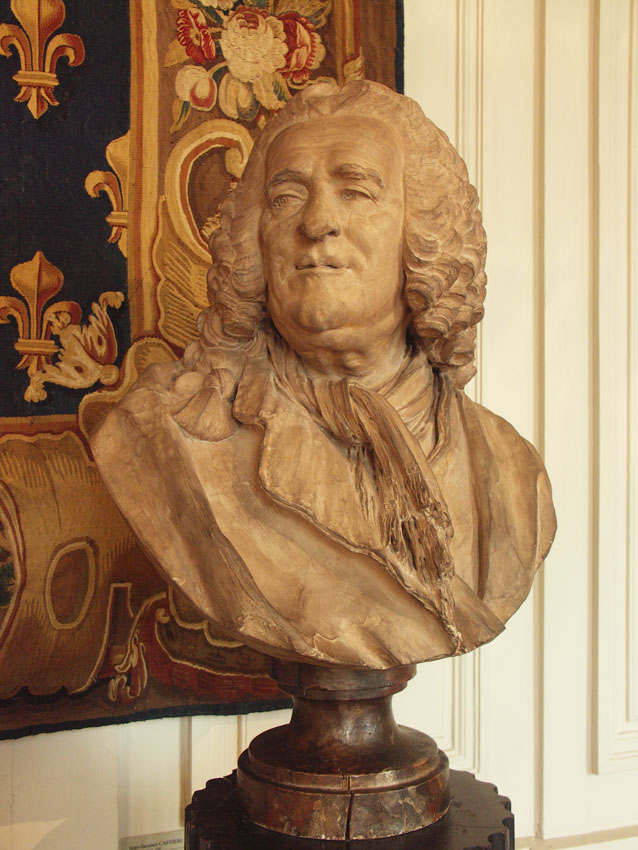
Buste d'Alexis Piron par Jean-Jacques Caffieri. Dijon, Musée des beaux-arts.

En 1738, Piron donna la pièce qui reste comme son chef-d’œuvre, La Métromanie, comédie en cinq actes et en vers écrite en 1736, dont Grimm disait qu’elle vivrait aussi longtemps qu’il y aura un théâtre et du goût en France. Il eut beaucoup de mal à la faire recevoir par les Comédiens-Français parce qu’elle attaquait Voltaire, rival juré de Piron, et ne fut créée que sur l’intervention de Maurepas. Elle réussit brillamment, avec vingt-trois représentations à la ville et une à la Cour, mais ne fut reprise que dix ans plus tard.
En 1753, il fut élu à l'Académie française, mais des adversaires exhumèrent la fameuse Ode à Priape et Louis XV refusa de ratifier l’élection. En guise de dédommagement, les partisans de Piron lui obtinrent une pension de Madame de Pompadour égale au traitement d’académicien.
Il fut élu membre non résidant de l'Académie de Dijon en 1762.
Sa femme, qu’il avait épousée en 1741, sombra progressivement dans la folie. Piron la soigna avec dévouement. Sur ses vieux jours, il devint un peu misanthrope mais gardait quelques amis fidèles. Jean-Jacques Rousseau lui rendit visite pour ses quatre-vingts ans et il le reçut en entonnant d’une voix puissante le Nunc dimittis, ce qui fit dire à Rousseau en se retirant : « C’est la Pythie sur son trépied. » Il mourut dans la gêne à l’âge de quatre-vingt-quatre ans en 1773. Il fut inhumé dans l'église Saint-Roch à Paris.

## Œuvres
Le talent de Piron s’est avant tout épanoui dans l’épigramme. Il éblouit ses contemporains par ses traits d’esprit et ses reparties. L'abbé de Voisenon le décrivit comme une « machine à saillies, à épigrammes, à traits ». Grimm, qui disait de lui qu’il était « sans contredit l’homme de la nation qui a le plus de saillies, le plus d’imagination », ajoutait toutefois « et le moins de goût ». Il tenait beaucoup à sa réputation de bonhomie, prétendant qu’il ne pouvait pas plus se retenir de faire une épigramme que d’éternuer, mais « sans fiel, en riant et sans avoir voulu nuire autrement ». Il n’était cependant pas dépourvu de mordacité et Duclos, le cardinal de Bernis, Moncrif, l'abbé Desfontaines, Élie Fréron et Voltaire eurent tour à tour matière à le prendre [réf. nécessaire]« en guignon pour quelques gaietés les plus innocentes du monde ».
Il s’est particulièrement acharné contre Fréron, composant contre lui une suite de trente-quatre épigrammes sous le titre de La Fréronnade. Il promit également à l’abbé Desfontaines de lui apporter une épigramme à son sujet par jour et tint parole pendant cinquante jours.
À la suite de son éviction de l’Académie française (dont le fauteuil échut finalement à Buffon face à d'Alembert), son dernier trait d’esprit fut sa propre épitaphe : 
« Ci-gît Piron

qui ne fut rien,

Pas même académicien. »

### Théâtre
- Vasta, Reine de Bordélie, tragédie en trois actes et en vers (1722)[2]

Comédie-Française
- L’École des pères ou les Fils ingrats, comédie en 5 actes et en vers (1728)
- Callisthène, tragédie (1730)
- Gustave Wasa, tragédie (1733)
- L'Amant mystérieux, comédie en 3 actes et en vers (1734)
- Les Courses de Tempé, pastorale en un acte, musique de Jean-Philippe Rameau (1734)
- La Métromanie, comédie en 5 actes et en vers (7 juillet 1738)
- Fernand Cortez ou Montezume, tragédie (1744)

Comédie Italienne
- Les Enfants de la joie, comédie en un acte (28 novembre 1725)

Foires Saint-Germain et Saint-Laurent
- Arlequin Deucalion, monologue en trois actes (25 février 1722)
- L’Endriague, opéra comique en trois actes, musique de Jean-Philippe Rameau (3 février 1723)
- La Rose, ou les Fêtes de l’hymen, opéra-comique en 1 acte, en prose (1752)

### Poésie
- Ode à Priape, 1710
- Voyage de Piron à Beaune, 1717
- Poésies diverses, William Jackson, Londres, 1787
- Les Épîtres
- Odes, contes et poésies diverses
- Épigrammes

## Iconographie
- Son portrait par Nicolas-Bernard Lépicié, gravé par Noël Le Mire en 1773.
- Buste par Jean-Jacques Caffieri. Dijon, Musée des beaux-arts.